# Acleris bergmanniana
Acleris bergmanniana је врста ноћног лептира (мољца) из породице Tortricidae.

## Распрострањење
Налази се у већем делу Европе до источнe Палеарктичке зоне.
У Србији се среће од низијских подручја до висина до 1500 метара надморске висине.

## Опис
Распон крила је 12-15мм. Предња крила су обележена металик плаво-сивим пругама. 

## Биологија
Одрасле јединке лете од маја до јуна. Врста постаје активна увече и привлачи је светлост. Може се срести и у баштама, пошто полаже јаја на руже, а ларве се хране лишћем и младим изданцима ружа (врсте рода Rosa), као и врстом Rhamnus cathartica.

## Синоними
- Phalaena (Tortrix) bergmanniana Linnaeus, 1758
- Argyrotoxa bergmanniana f. luteana Sheldon, 1934
- Tortrix rosana Hubner, [1796-1799]